# チューリッヒ・オープン
チューリッヒ・オープン（Zurich Open）はスイスのチューリッヒで開催されていたWTAテニストーナメントである。1984年から2008年まで行われた。かつては「ヨーロッパ室内選手権」と呼ばれた。

## 大会歴代優勝者

### シングルス
| 年     | 優勝者                             | 準優勝者                           | 決勝結果      |
| ------ | ---------------------------------- | ---------------------------------- | ------------- |
| 1984   | ジーナ・ガリソン                   | クラウディア・コーデ＝キルシュ     | 6-1, 0-6, 6-2 |
| 1985   | ジーナ・ガリソン                   | ハナ・マンドリコワ                 | 6-1, 6-3      |
| 1986   | シュテフィ・グラフ                 | ヘレナ・スコバ                     | 4-6, 6-2, 6-4 |
| 1987   | シュテフィ・グラフ                 | ハナ・マンドリコワ                 | 6-2, 6-2      |
| 1988   | パム・シュライバー                 | マニュエラ・マレーバ・フラニエール | 6-3, 6-4      |
| 1989   | シュテフィ・グラフ                 | ヤナ・ノボトナ                     | 6-1, 7-6      |
| 1990   | シュテフィ・グラフ                 | ガブリエラ・サバティーニ           | 6-3, 6-2      |
| 1991   | シュテフィ・グラフ                 | ナタリー・トージア                 | 6-4, 6-4      |
| 1992   | シュテフィ・グラフ                 | マルチナ・ナブラチロワ             | 2-6, 7-5, 7-5 |
| 1993   | マニュエラ・マレーバ・フラニエール | マルチナ・ナブラチロワ             | 6-3, 7-6      |
| 1994   | マグダレナ・マレーバ               | ナターシャ・ズベレワ               | 7-5, 3-6, 6-4 |
| 1995   | イバ・マヨリ                       | マリー・ピエルス                   | 6-4, 6-4      |
| 1996   | ヤナ・ノボトナ                     | マルチナ・ヒンギス                 | 6-2, 6-2      |
| 1997   | リンゼイ・ダベンポート             | ナタリー・トージア                 | 7-6, 7-5      |
| 1998   | リンゼイ・ダベンポート             | ビーナス・ウィリアムズ             | 7-5, 6-3      |
| 1999   | ビーナス・ウィリアムズ             | マルチナ・ヒンギス                 | 6-3, 6-4      |
| 2000   | マルチナ・ヒンギス                 | リンゼイ・ダベンポート             | 6-4, 4-6, 7-5 |
| 2001   | リンゼイ・ダベンポート             | エレナ・ドキッチ                   | 6-3, 6-1      |
| 2002   | パティ・シュナイダー               | リンゼイ・ダベンポート             | 6-7, 7-6, 6-3 |
| 2003   | ジュスティーヌ・エナン＝アーデン   | エレナ・ドキッチ                   | 6-0, 6-4      |
| 2004   | アリシア・モリク                   | マリア・シャラポワ                 | 4-6, 6-2, 6-3 |
| 2005   | リンゼイ・ダベンポート             | パティ・シュナイダー               | 7-6, 6-3      |
| 2006   | マリア・シャラポワ                 | ダニエラ・ハンチュコバ             | 6-1, 4-6, 6-3 |
| 2007   | ジュスティーヌ・エナン             | タチアナ・ゴロビン                 | 6-4, 6-4      |
| 2008   | ビーナス・ウィリアムズ             | フラビア・ペンネッタ               | 7-6, 6-2      |
| 2009年 | 開催なし                           | 開催なし                           | 開催なし      |

### ダブルス
| 年      | 優勝者                                              | 準優勝者                                            | 決勝結果      |
| ------- | --------------------------------------------------- | --------------------------------------------------- | ------------- |
| 1984    | アンドレア・リーンド アンドレア・テメシュバリ       | クラウディア・コーデ＝キルシュ ハナ・マンドリコワ   | 6-1, 6-3      |
| 1985    | ハナ・マンドリコワ アンドレア・テメシュバリ         | クラウディア・コーデ＝キルシュ ヘレナ・スコバ       | 6-4, 3-6, 7-5 |
| 1986    | シュテフィ・グラフ ガブリエラ・サバティーニ         | ロリ・マクニール アリシア・モールトン               | 1-6, 6-4, 6-4 |
| 1987    | ナタリー・エレマン パスカル・パラディス             | ヤナ・ノボトナ カトリーヌ・スワレ                   | 6-3, 2-6, 6-3 |
| 1988    | ナタリー・トージア イサベル・デモンジョー           | クラウディア・コーデ＝キルシュ ヘレナ・スコバ       | 6-3, 6-3      |
| 1989    | ヤナ・ノボトナ ヘレナ・スコバ                       | ナタリー・トージア ジュディス・ヴィースナー         | 6-3, 3-6, 6-4 |
| 1990    | エバ・パフ マノン・ボーラグラフ                     | ディンキー・バン・レンスバーグ カトリーヌ・スワレ   | 7-5, 6-4      |
| 1991    | ヤナ・ノボトナ アンドレア・ストルナドワ             | ジーナ・ガリソン ロリ・マクニール                   | 6-4, 6-3      |
| 1992    | ヘレナ・スコバ ナターシャ・ズベレワ                 | マルチナ・ナブラチロワ パム・シュライバー           | 7-6, 6-4      |
| 1993    | マルチナ・ナブラチロワ ジーナ・ガリソン             | ジジ・フェルナンデス ナターシャ・ズベレワ           | 6-3, 5-7, 6-3 |
| 1994    | マルチナ・ナブラチロワ マノン・ボーラグラフ         | パティ・フェンディック メレディス・マグラス         | 7-6, 6-1      |
| 1995    | ニコル・アレント マノン・ボーラグラフ               | チャンダ・ルビン カロリネ・ビス                     | 4-6, 7-6, 6-4 |
| 1996    | マルチナ・ヒンギス ヘレナ・スコバ                   | ニコル・アレント ナターシャ・ズベレワ               | 7-5, 6-4      |
| 1997    | マルチナ・ヒンギス アランチャ・サンチェス・ビカリオ | ラリサ・ネーランド ヘレナ・スコバ                   | 4-6, 6-4, 6-1 |
| 1998    | ビーナス・ウィリアムズ セリーナ・ウィリアムズ       | マリアン・デスウォート エレナ・タタルコワ           | 5-7, 6-1, 6-3 |
| 1999    | リサ・レイモンド レネ・スタブス                     | ナタリー・トージア ナターシャ・ズベレワ             | 6-2, 6-2      |
| 2000    | マルチナ・ヒンギス アンナ・クルニコワ               | キンバリー・ポー アン＝ゲイル・シド                 | 6-3, 6-4      |
| 2001    | リサ・レイモンド リンゼイ・ダベンポート             | サンドリーヌ・テスチュ ロベルタ・ビンチ             | 6-3, 2-6, 6-2 |
| 2002    | エレーナ・ボビナ ジュスティーヌ・エナン             | ナディア・ペトロワ エレナ・ドキッチ                 | 6-2, 7-6      |
| 2003    | キム・クライシュテルス 杉山愛                       | ビルヒニア・ルアノ・パスクアル パオラ・スアレス     | 7-6, 6-2      |
| 2004    | カーラ・ブラック レネ・スタブス                     | ビルヒニア・ルアノ・パスクアル パオラ・スアレス     | 6-4, 6-4      |
| 2005    | カーラ・ブラック レネ・スタブス                     | ダニエラ・ハンチュコバ 杉山愛                       | 6-7, 7-6, 6-3 |
| 2006    | カーラ・ブラック レネ・スタブス                     | リーゼル・フーバー カタリナ・スレボトニク           | 7-5, 7-5      |
| 2007    | クベタ・ペシュケ レネ・スタブス                     | リサ・レイモンド フランチェスカ・スキアボーネ       | 7-5, 7-6      |
| 2008    | カーラ・ブラック リーゼル・フーバー                 | アンナ＝レナ・グローネフェルト パティ・シュナイダー | 6-1, 7-6      |
| 2009年- | 開催なし                                            | 開催なし                                            | 開催なし      |